# Blackburn Shark
Блекбёрн Шарк (англ. Blackburn Shark - Акула) — британский палубный торпедоносец.

## Серийное производство
Самолёт Blackburn Shark серийно выпускался на заводах компании Blackburn в Бро, а модификация Mk. III z. T — в Думбартоне.
Принято самолётов Blackburn Shark Королевскими ВВС::
| Модификация | 1933 | 1934 | 1935 | 1936 | 1937 | Всего |
| ----------- | ---- | ---- | ---- | ---- | ---- | ----- |
| Прототип    | 1    |      |      |      |      | 1     |
| Mk.I        |      | 3    | 13   |      |      | 16    |
| Mk.II       |      |      | 1    | 105  | 20   | 126   |
| Mk.III      |      |      |      |      | 95   | 95    |
| Итого       | 1    | 3    | 14   | 105  | 115  | 238   |

## Модификации
- B-3 : Прототип торпедоносца.
- B-6 : Прототип Shark.
- Shark Mk I : двух- или трёхместный торпедоносец/разведчик дляRoyal Navy. Двигатель Armstrong Siddeley Tiger IV, 700 л.с. (500 кВт).
- Shark Mk II : для Royal Navy и ВВС Канады. Двигатель Armstrong Siddeley Tiger VI, 760 л.с. (570 кВт).
- Shark Mk IIA : поплавковый самолёт для ВМС Португалии. Двигатель Armstrong Siddeley Tiger VIC, 760 л.с. (570 кВт). Построено 6.
- Shark Mk III : учебный самолёт с дублированным управлением и остеклённой кабиной для Royal Navy. Двигатель Bristol Pegasus III, 800 л.с. (600 кВт).

## Тактико-технические характеристики ((Shark Mk II))
Источник:The British Bomber since 1914
Технические характеристики
- Экипаж: 3 человека
- Длина: 10,74 м
- Размах крыла: 14 м
- Высота: 3,68 м
- Площадь крыла: 45,4 м²
- Масса пустого: 1 832 кг
- Нормальная взлётная масса: 3 679 кг
- Силовая установка: 1 × Armstrong Siddeley Tiger VI
- Мощность двигателей: 1 × 760 лс (1 × 570 кВт)
- Воздушный винт: двухлопастный фиксированного шага

Лётные характеристики
- Максимальная скорость: 240 км/ч
- Крейсерская скорость: 190 км/ч
- Боевой радиус: 1 006 км (4 часа 54 минуты)
- Практический потолок: 4 800 м
- Скороподъёмность: 4,55 м/с (2,000 м за 7 минут 6 секунд)
- Нагрузка на крыло: 81 кг/м²
- Тяговооружённость: 0,1540 кВт/кг

Вооружение
- Стрелково-пушечное: 1x .303 in (7,7 мм) пулемёт Vickers, 1x .303 in (7.7 мм) пулемёт Lewis или Vickers K в задней кабине
- Бомбы: 1 × 18-дюймовая (460 мм) торпеда Mark VIII, либо Mark X, или 730 кг бомб.

## Эксплуатанты
Великобритания
- Royal Navy Fleet Air Arm (до мая 1939 года часть ВВС): эскадрильи 810, 820, 821. Также база Селетар в Малайе.
- Royal Air Force

 Канада
- ВВС Канады: эскадрильи 4[3], 6[3], 7[3], 111[3], 118[3], 122[3].

 Португалия
- ВВС Флота - 6 самолётов